# 2e régiment de uhlans (royaume du Congrès)
Pour les articles homonymes, voir 2e régiment.
Le 2e régiment de uhlans est une unité de cavalerie polonaise faisant partie de l'armée du royaume du Congrès. 

## Historique

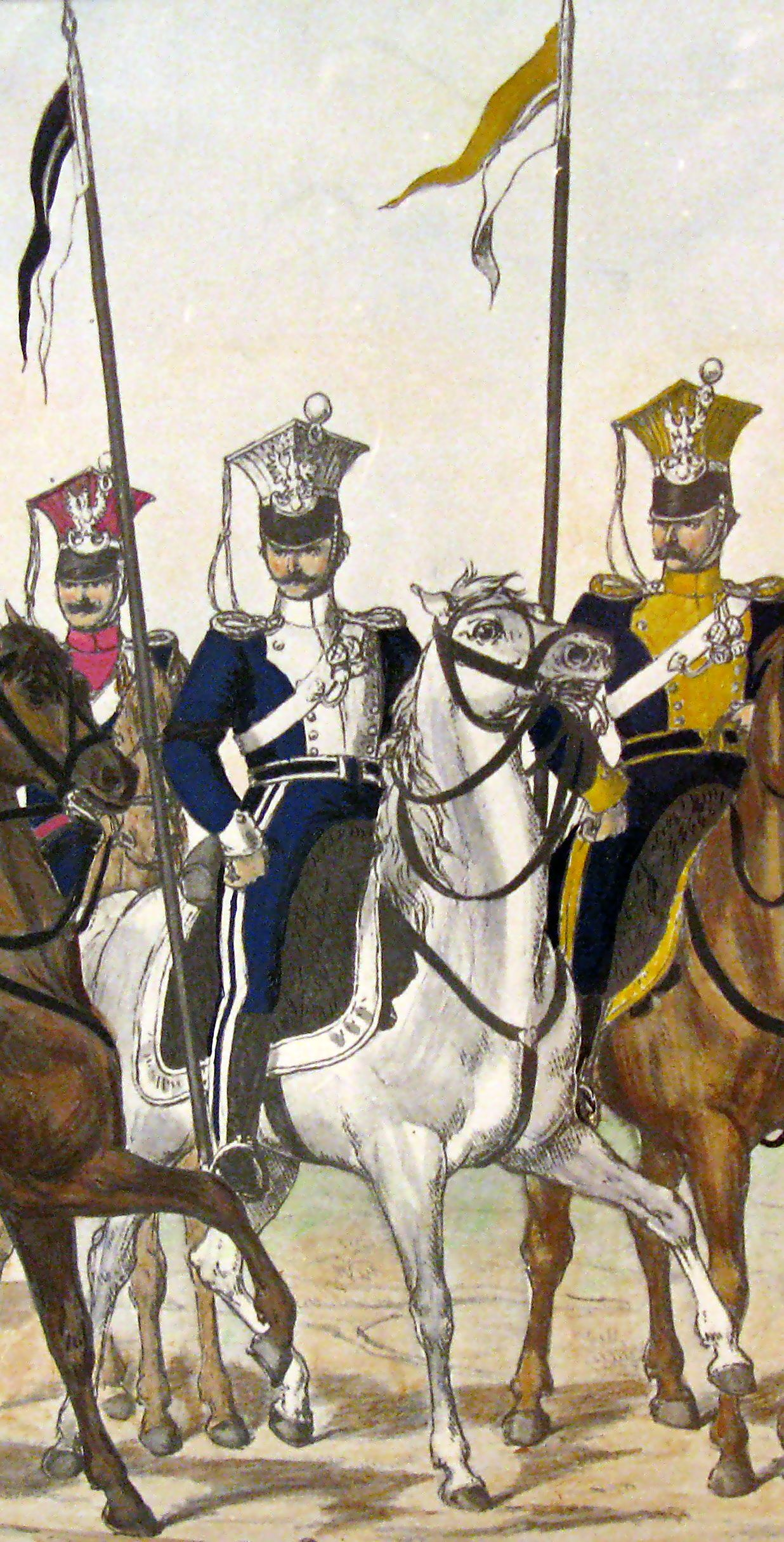
Uhlan du 2e régiment (au centre) pendant l'insurrection de Novembre.

Le corps est mis sur pied en 1815 à partir du 6e régiment de uhlans du duché de Varsovie. 
À sa création, il comprend quatre escadrons d'active et un escadron de réserve. Il se répartit en deux « divisions » (formation rassemblant plusieurs escadrons de cavalerie), la première étant constituée des 1er et 2e escadrons et la seconde des 3e et 4e escadrons. Chaque escadron est divisé en deux demi-escadrons, chaque demi-escadron en deux pelotons et chaque peloton en deux sections. Un peloton peut également se subdiviser en trois roty ou escouades. 
Le régiment est intégré à la 2e brigade de la division de uhlans du royaume du Congrès. Il est cantonné dans les voïvodies de Lublin et de Podlachie. Au cours de l'insurrection de novembre 1830, le 2e uhlans participe à de nombreuses batailles parmi lesquelles Stoczek, Wawer, Grochów, Iganie et Ostrołęka. Pour sa valeur au combat, une croix de chevalier, 32 croix d'or et 32 croix d'argent lui sont distribuées. 
Après l'échec du soulèvement, l'unité est dissoute à Krasnystaw pour l'état-major, les 1er et 2e escadrons, Uchanie pour le 3e escadron, Hrubieszów pour le 4e escadron et enfin Sokołów pour l'escadron de réserve.

## Chefs de corps
Le commandement du régiment est exercé par les officiers suivants :
- Colonel Józef Dwernicki
- Colonel Stefan Ziemięcki (de 1830 au 26 février 1831)
- Lieutenant-colonel Michel Mycielski (à partir du 26 février 1831 ; colonel le 13 avril)
- Lieutenant-colonel Kacper Korytkowski (à partir du 8 juillet 1831).

## Uniformes

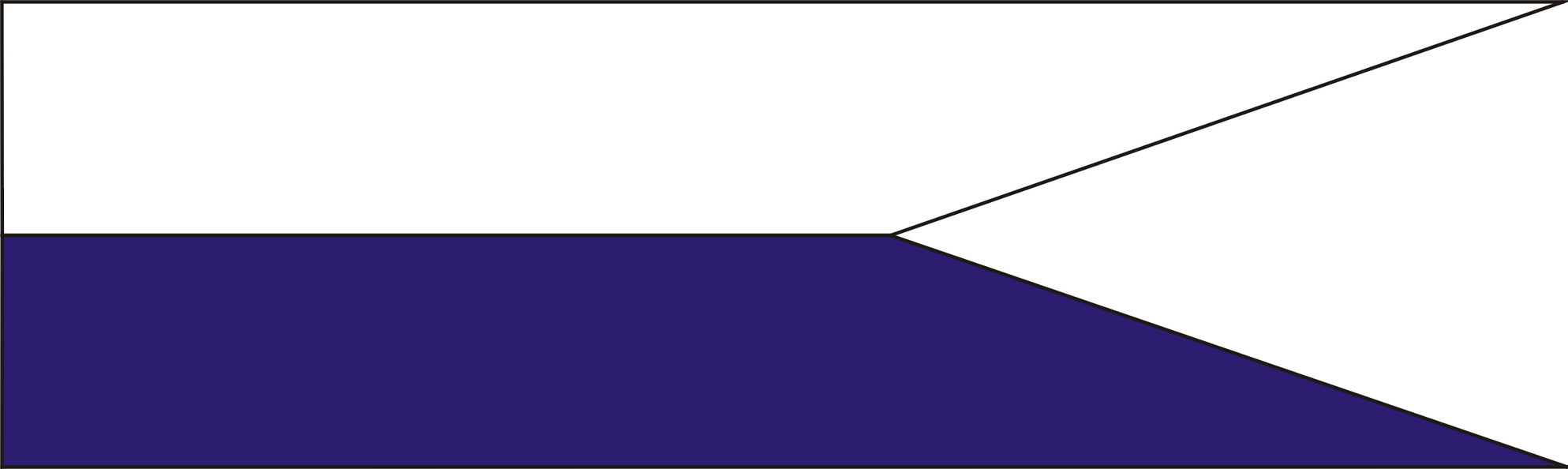
Fanion du 2e régiment de uhlans.

La couleur distinctive du régiment est le blanc. L'habit (kurtka) est bleu marine avec revers, passepoils et col blancs. Le chapska est également blanc. 
La flamme surmontant les lances des soldats est bleue et blanche.